# Clarissa Ahlers
Clarissa Ahlers, verheiratete Clarissa Ahlers-Herzog (* 22. April 1965 in Bremen), ist eine deutsche Juristin, Journalistin und Fernsehmoderatorin.

## Leben und Wirken
Clarissa Ahlers absolvierte ein Volontariat beim NDR. Sie studierte anschließend Rechtswissenschaften in Hamburg und Paris mit den Wahlfächern Medienrecht, Presserecht sowie Urheberrecht. Nebenbei war sie freiberuflich als Redakteurin und Moderatorin für den NDR, das ZDF, RIAS, 3sat und Sat.1 tätig.
Nach ihrem Examen 1995 arbeitete sie als Redakteurin beim Nachrichtensender n-tv, bei dem sie die Sendungen n-tv Telebörse, das „n-tv Börsenquiz“ und die n-tv Nachrichten präsentierte.
Seit Mitte 2004 ist Clarissa Ahlers Chefin des Wirtschaftsressorts des Hamburg Journal des NDR. Sie moderierte regelmäßig den ARD-Wochenspiegel und ist Leiterin der wöchentlichen Start-Up-Reihe „Hamburg morgen“.
Ahlers ist verheiratet und Mutter von Zwillingen.